# Miguel VI

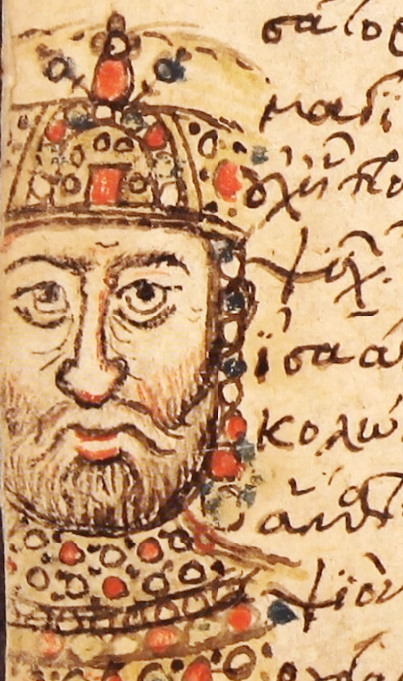
Retrato de Miguel en el Codex Mutinensis 122.

Miguel VI Bringas fue emperador bizantino de 1056 a 1057, siendo apodado Estratiota o Estratiótico ("el Belicoso") o Gerontas ("el Viejo").
Su nombre era Miguel Bringas (en griego: Μιχαὴλ Βρίγγας, romanizado: Mikhaēl Bríngas), y era descendiente colateral de José Bringas, ministro de Romano II. Su sobrenombre procede del cargo que desempeñaba en la burocracia bizantina: encargado de la administración militar. Fue nombrado heredero por la emperatriz Teodora, poco antes de su muerte. En el momento de su ascensión al trono, Miguel era ya un anciano.
Durante su breve mandato, favoreció a la burocracia en detrimento de la aristocracia militar. Tras desairar a los principales jefes militares del Imperio en la primavera de 1057, se produjo una conspiración para derrocarlo, y el 8 de junio de 1057 fue proclamado emperador el comandante en jefe del ejército bizantino, Isaac Comneno. El ejército rebelde derrotó a los partidarios de Miguel VI el 20 de agosto de ese mismo año, en Petroe, cerca de la ciudad de Nicea. El emperador envió una embajada a Isaac Comneno, encabezada por el historiador Miguel Psellos, proponiéndole la coronación como césar y futuro sucesor. Aunque Isaac aceptó, el patriarca de Constantinopla Miguel I Cerulario instigó un golpe de Estado que depuso a Miguel VI. El 1 de septiembre, Isaac Comneno entró triunfalmente en Constantinopla. A diferencia de lo que solía ocurrir con los emperadores bizantinos depuestos, Miguel no fue asesinado ni cegado, ni tuvo que exiliarse. Continuó viviendo como ciudadano particular, y murió poco después, en torno al año 1059.